# Spitz de Norboten
O Spitz de Norboten[Nota] (em sueco:  norrbottenspets) é um cão de porte mediano, parecido com o spitz finlandês. Nativo da Suécia, sua utilidade primeira foi a caça aos esquilos, cuja venda de peles era financeiramente lucrativa. Também caçador de pássaros, é utilizado nos dias de hoje como cão de tiro, guarda e, principalmente, companhia. Quase extinta no século XX, foi resgatada por criadores suecos, embora ainda raro fora deste país europeu. De cauda enrolada e podendo atingir os 15 kg, tem seu adestramento classificado como difícil.